# メタンスルホン酸メチル
メタンスルホン酸メチル（英: methyl methanesulfonate、MMS）は、アルキル化試薬、そして発がん性物質である。生殖毒性が疑われており、皮膚や感覚器官に対して毒性がある可能性がある。がんの治療にも用いられている。

## DNAとの化学反応
MMSはDNAに対し、主にデオキシグアノシンのN7位とデオキシアデノシンのN3位をメチル化する。程度はかなり小さいものの、DNA塩基中の他の酸素原子や窒素原子、ホスホジエステル結合中の非炭素結合原子の1つをメチル化する。相同組換えに欠陥を有する細胞はMMSの作用に対して特に脆弱であるため、当初はこの反応が直接的にDNAの二本鎖切断を引き起こすと考えられていた。しかしながら現在では、MMSが引き起こすのは複製フォークの停止であり、相同組換えに欠陥を有する細胞における脆弱性は損傷した複製フォークの修復の困難さのためであると考えられている。